# 安南代爾莊園 (印地安納州)
安南代爾莊園（英語：Annandale Estates）是位於美國印地安納州布朗縣的一個非建制地區。該地的面積和人口皆未知。

## 地理
安南代爾莊園的座標為39°13′04″N 86°15′58″W / 39.21778°N 86.26611°W，而該地的平均海拔高度為235米（即771英尺）。